# 酉矩阵
在線性代數中，么正矩陣（又译作酉矩陣，英語：unitary matrix）指其共軛轉置恰為其逆矩陣的複數方陣，數學描述如下：
（數學定義）{\displaystyle U^{*}U=UU^{*}=I_{n}}，
（推論）{\displaystyle U^{-1}=U^{*}}。
其中 U* 是 U 的共軛轉置，In 是 n×n 單位矩陣。
么正矩陣是正交矩陣（元素均為實數）在複數的推廣。

## 例子
以下是一個酉矩陣的例子：
{\displaystyle U={\begin{bmatrix}-{\frac {i}{\sqrt {2}}}&{\frac {1}{\sqrt {2}}}\\{\frac {i}{\sqrt {2}}}&{\frac {1}{\sqrt {2}}}\\\end{bmatrix}}}。
驗证如下：
{\displaystyle U^{*}U={\begin{bmatrix}{\frac {i}{\sqrt {2}}}&-{\frac {i}{\sqrt {2}}}\\{\frac {1}{\sqrt {2}}}&{\frac {1}{\sqrt {2}}}\\\end{bmatrix}}{\begin{bmatrix}-{\frac {i}{\sqrt {2}}}&{\frac {1}{\sqrt {2}}}\\{\frac {i}{\sqrt {2}}}&{\frac {1}{\sqrt {2}}}\\\end{bmatrix}}={\begin{bmatrix}1&0\\0&1\\\end{bmatrix}}}
{\displaystyle UU^{*}={\begin{bmatrix}-{\frac {i}{\sqrt {2}}}&{\frac {1}{\sqrt {2}}}\\{\frac {i}{\sqrt {2}}}&{\frac {1}{\sqrt {2}}}\\\end{bmatrix}}{\begin{bmatrix}{\frac {i}{\sqrt {2}}}&-{\frac {i}{\sqrt {2}}}\\{\frac {1}{\sqrt {2}}}&{\frac {1}{\sqrt {2}}}\\\end{bmatrix}}={\begin{bmatrix}1&0\\0&1\\\end{bmatrix}}}

## 性質
從定義可知，么正矩陣滿足以下性質：
{\displaystyle U^{*}U=UU^{*}=I_{n}} 。
由此可見，么正矩陣與其共軛轉置 U* 矩陣乘法可交換，是正規矩陣。
么正矩陣亦必定可逆，且逆矩陣等於其共軛轉置：
{\displaystyle U^{-1}=U^{*}}。

么正矩陣 U 的所有特徵值 λn ，都是絕對值等於 1 的複數：
{\displaystyle \left|\lambda _{n}\right|=1} 。
因此，么正矩陣 U 行列式的絕對值也是 1：
{\displaystyle \left|\det(U)\right|=1} 。

么正矩陣 U 不會改變兩個複向量 x 和 y 的點積：
{\displaystyle (U\mathbf {x} )\cdot (U\mathbf {y} )=\mathbf {x} \cdot \mathbf {y} }。
更一般地說，所有希爾伯特內積也不會改變：
{\displaystyle \langle U\mathbf {x} ,U\mathbf {y} \rangle =\langle \mathbf {x} ,\mathbf {y} \rangle }。

若 U 及 V 都是么正矩陣，则 UV 也是么正矩陣：
{\displaystyle (UV)^{*}(UV)=(UV)(UV)^{*}=I_{n}}。

若 U 为 n×n 矩陣，則下列條件等價：
1. U 是么正矩阵
2. U*是么正矩阵
3. U 的列向量是在 Cn 上的一组标准正交基
4. U 的行向量是在 Cn 上的一组标准正交基

給定任意的 n ，所有 n 階么正矩阵的集合 G 與矩陣乘法「⋅」，都能構成一個群 (G, ⋅ )。

## 么正對角化
么正對角化（又译作酉對角化，英語：unitary diagonalisation），指把一個矩陣 A 對角化成以下形式：
{\displaystyle A=UDU^{*}} ，
其中 U 是么正矩陣，D 是對角矩陣。
根據譜定理，一個矩陣 A 可么正對角化，當且僅當 A 是正規矩陣，即它與其共軛轉置 A* 矩陣乘法可交換（A*A = AA*）。

由於么正矩陣本身也是一個正規矩陣，因此么正矩陣 U 也可么正對角化：
{\displaystyle U=V\Sigma V^{*}\;}，
其中 V 是么正矩陣，Σ 是對角矩陣。